# Bolestný Kristus ze Staroměstské radnice
Bolestný Kristus ze Staroměstské radnice (po 1400) je polychromovaná dřevořezba připisovaná Mistru Týnské Kalvárie. Socha byla zhotovena pravděpodobně krátce po roce 1400 pro opravenou radní síň Staroměstské radnice, kterou předtím roku 1399 poničil požár. Sochy Bolestných Kristů ze Staroměstské i Novoměstské radnice jsou nejstaršími dochovanými díly tohoto typu v Českých zemích.

## Popis a zařazení
Plně plastická socha z lipového dřeva v podživotní velikosti, na zadní straně opracovaná, se zachovanou původní polychromií, výška 125 cm. Sokl sochy s hlavou anděla je pozdně gotický. Restaurovali Bohuslav Slánský (1956), V. Stádník (1986) a Tomáš Berger (2005, 2006). Při restaurování bylo sejmuto několik vrstev nepůvodní barokní polychromie.
Socha Krista ve frontálním postoji a s výrazným kontrapostem navazuje  na parléřovské sochařství (Sv. Václav, Svatováclavská kaple, Sv. Jiří, Norimberk, krásné madony). Svým pojetím překračuje hranici dekorativismu krásného slohu a vyhrocením expresivity hledá formu pro zdůraznění stavu citového napětí.
Postava je od levé nosné nohy esovitě prohnuta a stranově i hmotově ji vyvažuje diagonála, probíhající od pravé nohy k mírně ukloněné hlavě. Nakročená pravá noha, která se soklu dotýká pouze patou, umocňuje živý dojem. Socha je koncipována pro podhled a tomu odpovídá i proporčně lehce nadsazený hrudní koš a útlé břicho. Kristus v gestu zvedá ruce a ukazuje probodené dlaně, z nichž prýští prameny krve. Celkově křehká tělesná konstituce Krista má řadu realistických detailů - napjaté svaly a šlachy mezi krkem a úzkými rameny, zvýrazněné klíční kosti, rýsující se hrudní kost a vystupující žebra, svaly břicha nebo "vyschlé" svaly rukou a hrudi. Zmučený výraz tváře podtrhují stažené svaly kolem pootevřených úst, přivřené oči s plasticky modelovanými víčky a obepnuté vráskami, nebo prameny krve stékající po čele a tvářích. Vousy jsou stejně jako vlasy detailně zpracovány a vytvářejí pro řezbáře typickou dvojitou bradku.
Typ hlavy Krista je odvozen z parléřovských kamenných piet a celá figura je svou anatomií, typem tváře nebo základním pojetím perizonia blízká staršímu dílu Mistra Týnské Kalvárie - Ukřižovanému (1390-1400) ve Svatovítské katedrále. Důležitým společným znakem je ornamentální motiv pramene vlasů se spirálovitě stočenými konci, který spadá na hrudník, nebo naturalistický typ trnové koruny, převzatý z mystických krucifixů 13. století. Perizonium, které je bohatě členěno příčnými záhyby a svým dekorativním pojetím navazuje na krásný sloh, je podvlečeno po stranách a spadá v drobných kaskádách až pod kolena. Expresivita sochy je zdůrazněna polychromií. Kapky krve z čela zraněného trnovou korunou padají až na břicho. Z hluboké rány v boku na pravé straně hrudi stékají proudy krve pod perizoniem až na obě nohy. Staroměstský Bolestný Kristus byl přímou předlohou pro sochu Bolestného Krista z Novoměstské radnice.   

### Ikonografie
Kristus trpitel (Vir dolorum, Misericordia Domini) se objevuje nejprve v byzantském umění a jako ikonografický typ koncem 13. století v souvislosti s ustavením Svátku Božího těla. V Čechách bylo důležitým milníkem zavedení Svátku Kopí a hřebu Páně, uzákoněného v roce 1354 na žádost Karla IV., který choval k těmto relikviím silnou úctu. Podle Dóry Sallay vznikl v Čechách díky úctě Karla IV. specifický typ eucharistického Bolestného Krista. Ve střední Evropě mělo zobrazení Krista trpitele souvislost s dobovými proudy mysticismu, které vyzývaly k následování trpícího Ježíše Krista (imitatio) a projevení spoluúčasti na jeho utrpení (compassio). Bolestný Kristus bývá zobrazován se zdůrazněním známek jeho utrpení - v gestu orans se vztyčenýma rukama a s probodenými dlaněmi natočenými k divákovi (ostentatio vulnerum) nebo s pravou rukou ukazující na ránu v boku. Vystupuje tak v roli prostředníka (intercessor), který se přimlouvá za člověka u Boha Otce. Již v polovině 14. století byl takto vyobrazen v nástěnné malbě v Nebovidech u Brna. V knižní malbě se objevuje roku 1396 (olomoucké Horologium sapientiae), častěji pak po roce 1400. Socha zůstala ušetřena při vlně obrazoborectví za husitských válek, neboť důraz na eucharistii byl blízký ideologii reformátorů.
V radniční síni měla přítomnost Krista jako spravedlivého soudce vyzývat radní k rozhodování podle práva a milosrdenství, o čemž svědčí i nápisy na konzole (Juste iudicate filii hominis) a na tabuli visící nad sochou (Deus iudex iustus, fortis et paciens, misericors es miserator longanimis et multum misericors, quia misericordia superexaltat iudicum).

### Konzola s poprsím anděla
Dřevěná busta anděla s křídly ve vysokém reliéfu je vysoká 76 cm (s křídly 80 cm). Socha z doby přibližně kolem roku 1450 se dochovala s původní polychromií. Restauroval Bohuslav Slánský (70. léta) a Tomáš Berger (2005-2010). Při restaurování byly odebrány vzorky k určení stáří sochy. 
Jádro sochy, která je organizována přísně symetricky, tvoří mohutně vyklenutá a ve velkých hmotách modelovaná hlava anděla. Soustředěný výraz jeho tváře podtrhuje živý výraz očí a pootevřená ústa s náznakem úsměvu. V rukou drží širokou nápisovou pásku s textem Juste iudicate filii hominis. Busta je vsazena do mělké niky, kterou vytváří pár konkávně prohnutých křídel. Výrazně členitá řezba není ohraničena a proniká do okolního prostoru.
Dřívější badatelé považovali konzoli za mladší dílo a nevěnovali jí takovou pozornost jako soše Bolestného Krista. Podrobně se jí věnoval až roku 1995 Jiří Fajt, který upozornil na přímou souvislost s triforiovými bustami svatovítské sochařské huti, zejména pokud jde o její statičnost a uzavřenost. Dynamická řezba rozevlátých vlasů naopak řadí dílo do období pozdní gotiky, ale jeho předobraz lze nalézt již např. v dřevořezbách na rámu Svatovítské madony z doby kolem roku 1400. Zárodky pozdně gotické koncepce, budované na kontrastu statického a hmotného jádra a dynamicky pročleněné hmoty, která ho obklopuje, lze hledat zejména v sochařských dílech Hanse Multschera ve 30. letech 15. století. V případě busty anděla se patrně nejedná o importované dílo, neboť ho zhotovil řezbář, který musel přizpůsobit konzoli soše Krista. Je možné, že přišel do Prahy po husitských válkách s císařem Zikmundem. Sochu anděla podrobně zkoumala i Bartuňková, která měla navíc k dispozici analýzu pigmentů sochy anděla i Krista, které zjistily shodu v inkarnátech. Z formální analýzy autorka vyvozuje, že anděl nepatří do okruhu děl Hanse Multschera, ale má naopak shodné rysy s Týnskou madonou z dílny Mistra Týnské Kalvárie a mohl by být jeho pozdním dílem z doby kolem roku 1420.

### Detaily

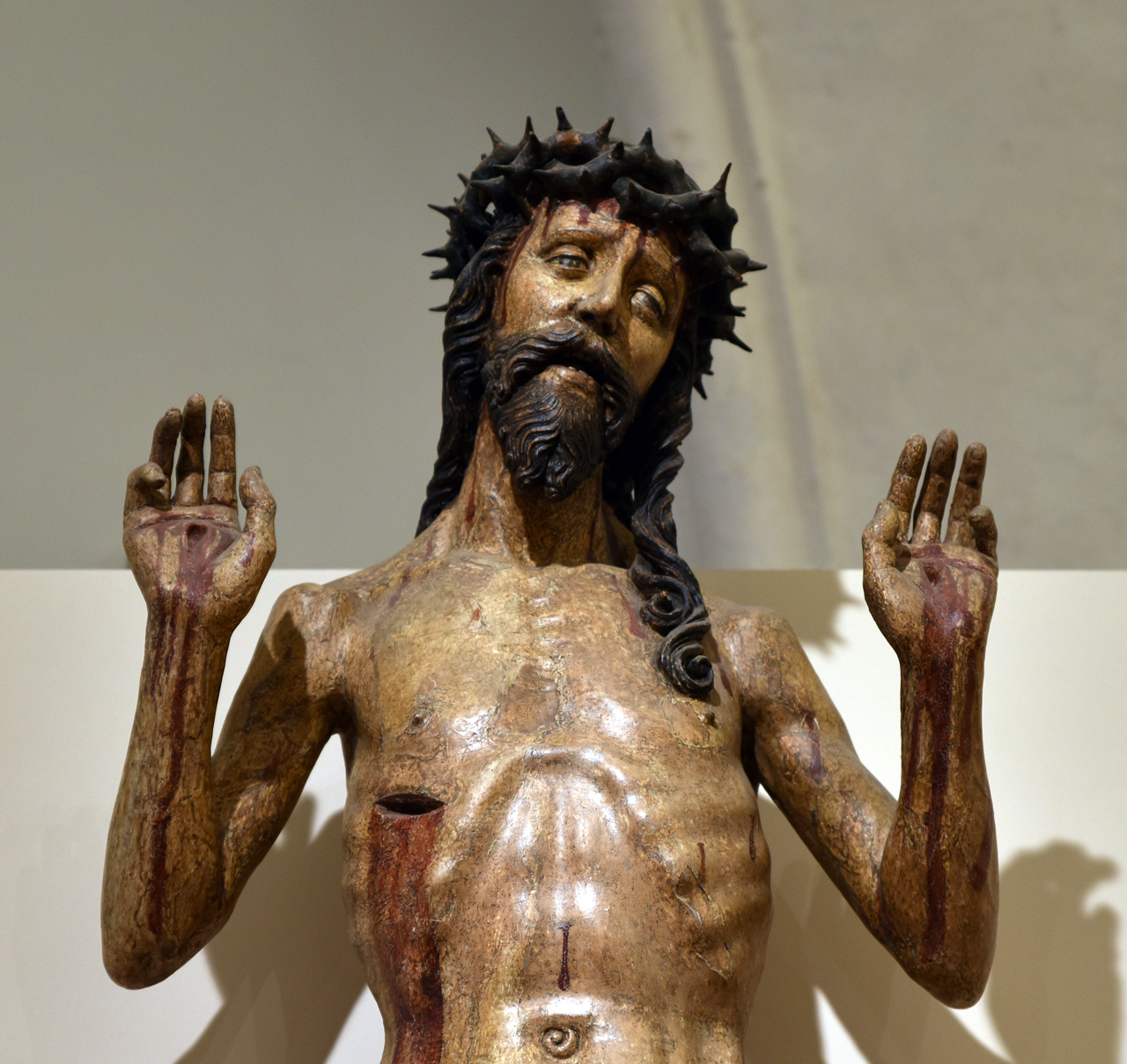
Bolestný Kristus ze Staroměstské radnice, detail horní části
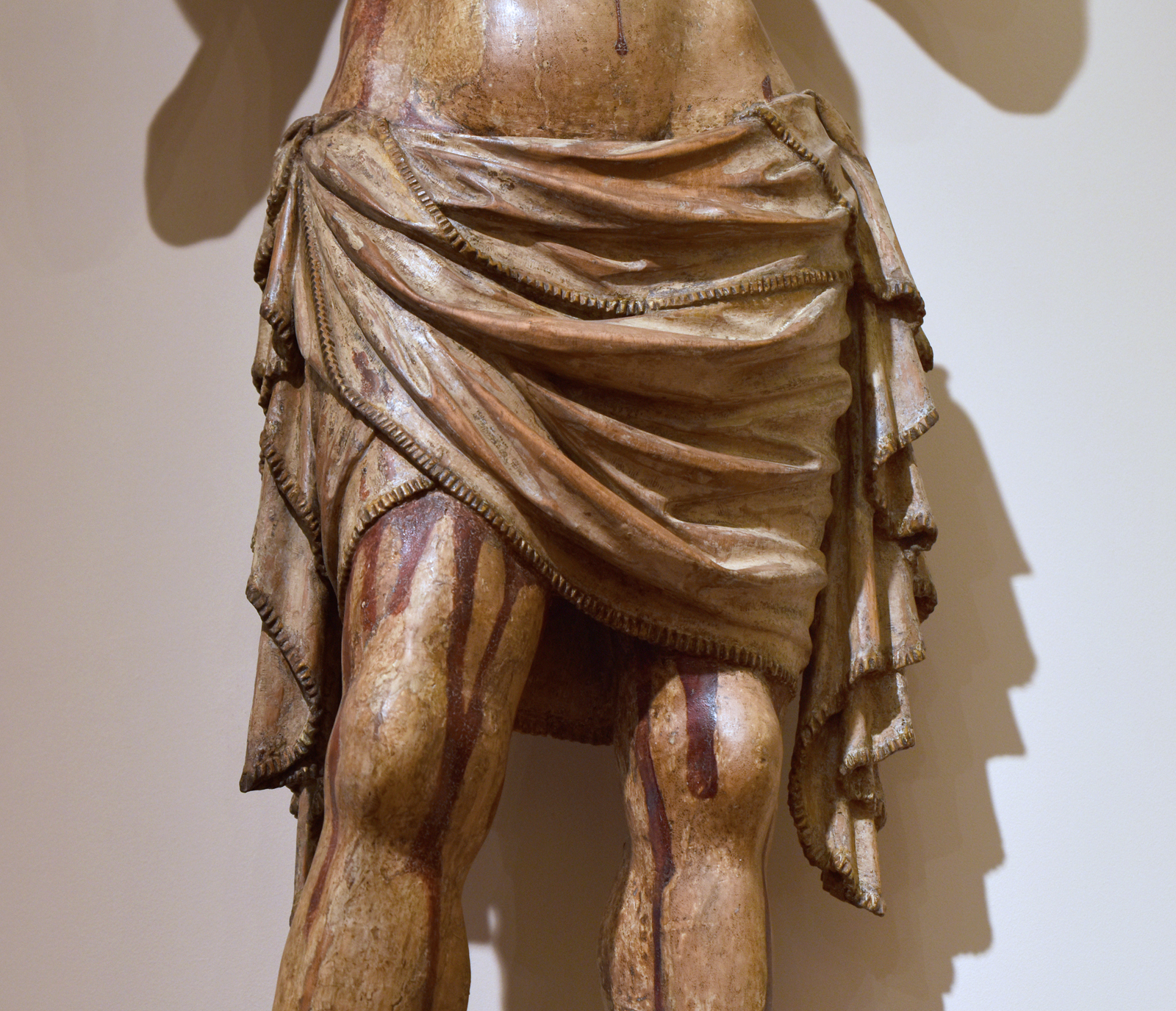
Bolestný Kristus ze Staroměstské radnice, detail perizonia
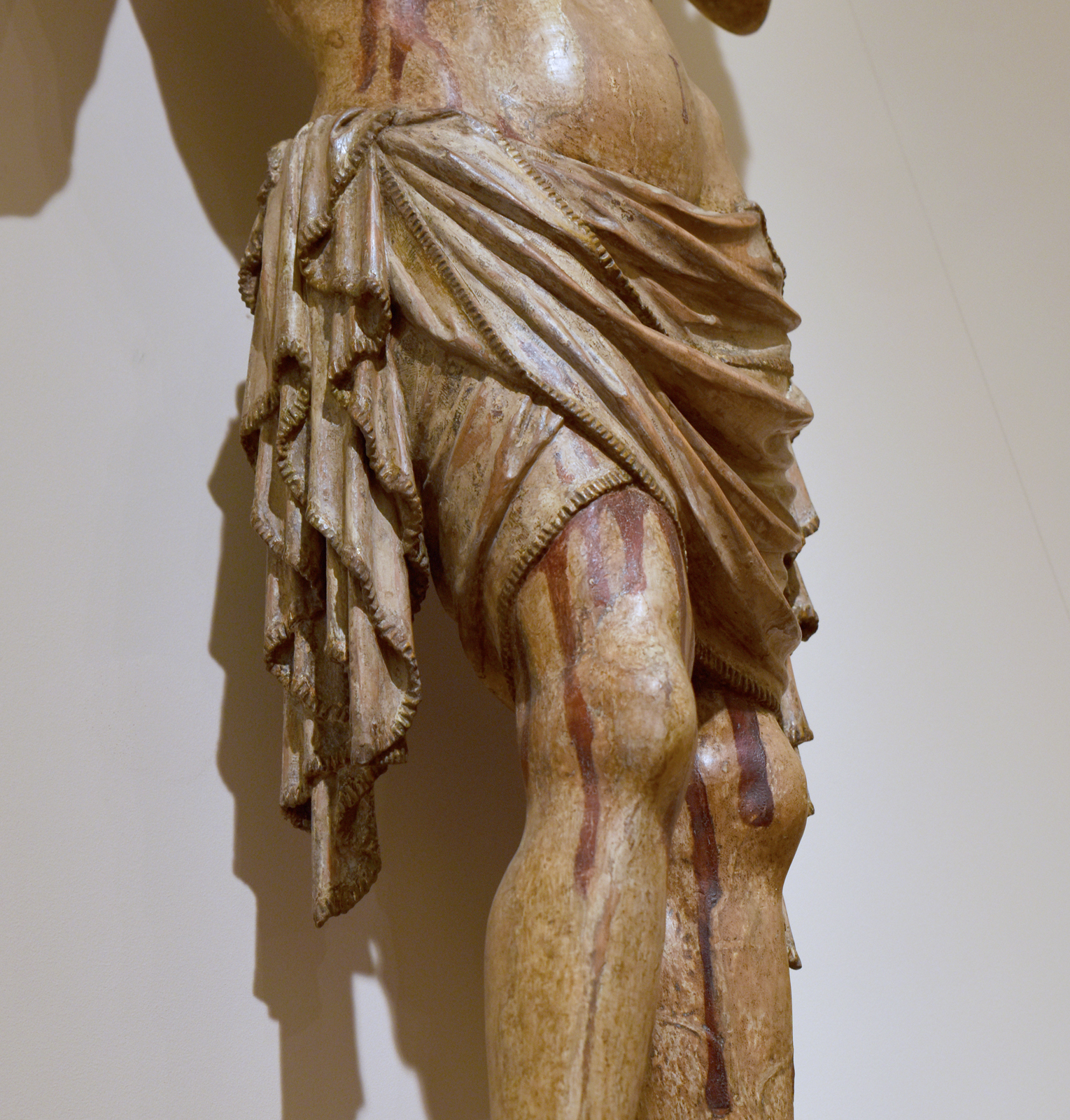
Bolestný Kristus ze Staroměstské radnice, detail perizonia II
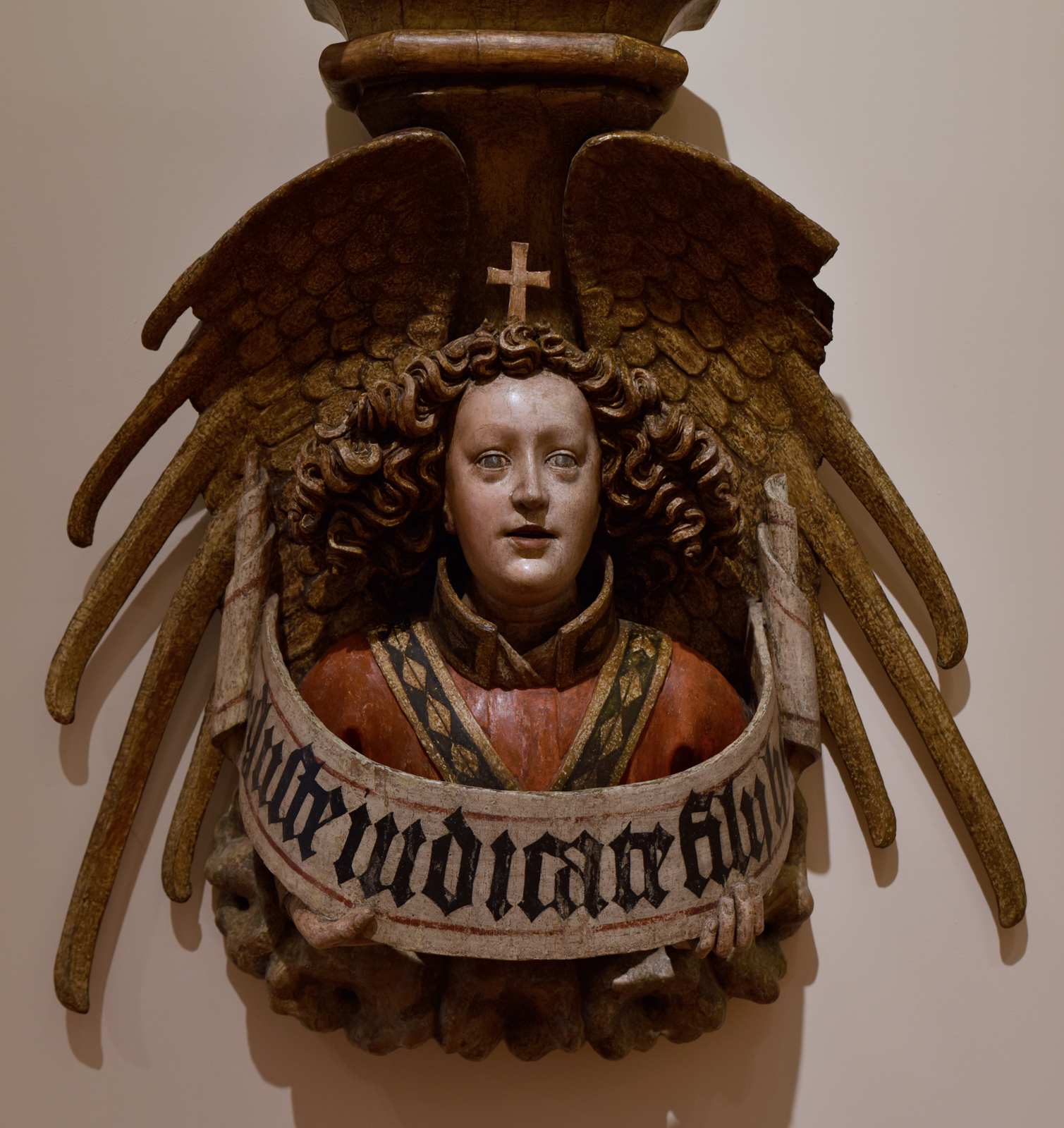
Bolestný Kristus ze Staroměstské radnice, konzola s andělem

### Jiná díla Mistra Týnské Kalvárie
- Ukřižovaný z katedrály sv. Víta (1390-1400)
- Bolestný Kristus z Novoměstské radnice (1413?)